# IStockphoto
iStockphoto est un microstock qui offre des photographies ré-utilisables sans redevance, mais leurs droits ne peuvent être cédés à une tierce partie. Le coût de chaque photographie oscille entre 1 et 20 crédits selon sa taille, chaque crédit valant entre 0,96 et 1,30 USD. Fondée en 2001, l'entreprise est détenue depuis février 2006 par Getty Images.
En date d'avril 2008, la banque contenait plus de 3 millions d'images fournies par plus de 50 000 photographes au rythme d'environ 27 000 images par semaine. Au 28 juin 2013, selon Alexa, le site occupe le 745e rang mondial en nombre de visiteurs.